# Église Saint-Jean-Baptiste de Marin
L'église Saint-Jean-Baptiste de Marin est un lieu de culte de confession catholique de France, situé en Haute-Savoie, sur la commune de Marin. Elle est placée sous le patronage de Jean le Baptiste. Elle appartient à la paroisse de Saint-André en Gavot-Léman.
L'édifice est située sur la rive droite de la Dranse.

## Historique
Dans un document, Marin ( in pago geneuense alias curtes ita nuncupatas : Communiacum, Marianum (al. Mariniacum)) est mentionné comme ayant été donnée par le roi des Burgondes, Sigismond, au monastère de Saint-Maurice d'Agaune (Valais), qu'il vient de fonder ou rétablir.
Au XIIe siècle, l'église est l'enjeu d'une contestation entre l'évêque de Genève, Nantelme, et l'hospice du Grand-Saint-Bernard,. Un règlement a lieu en 1191, dans la ville de Thonon, où l'église est donnée au monastère du Saint-Bernard, en même temps que les églises de Meillerie et de Thonon,. Ces droits sont confirmés en juin 1286 par une bulle pontificale d'Honorius IV. Les curés de la paroisse appartiennent ainsi régulièrement au chapitre du Grand-Saint-Bernard.
L'église semble placée sous le patronage de Jean le Baptiste, au moins dès 1480, peut être remontant à sa fondation.
L'église possède une chapelle dédiée à sainte Anne, mère de la Vierge, et Marie-Madeleine. Des mentions sont faites lors de visites pastorales vers 1570 et suivantes. La chapelle dispose ainsi de reliques, cinq doigts du pied gauche de la sainte, enfermés dans un pied d'argent, mentionné dans l'inventaire de 1686. Selon la légende, ceux-ci auraient été ramenés de Terre sainte, par un seigneur de Blonay, de retour de croisade.
L'église est reconstruite entre 1874 et 1876.
La paroisse appartient au XIXe siècle au décanat d'Alinge.

## Description
L'église actuelle est construite dans un style néo-gothique, suivant les plans de l'architecte Dénarié.

## Pèlerinage
Les reliques de sainte Anne font l'objet d'un pèlerinage le 26 juillet. Celui-ci a été autorisé par l'évêque d'Annecy, Claude-Marie Magnin, en 1876.